# 特群島
特群島（英語：Te Islands），是南極洲的島嶼，位於毛德皇后地的哈拉爾王子海岸，處於翁古爾島以南，屬於弗拉特韋爾群島的一部分，現時由南極條約體系管理。